# 福吉勝男
福吉 勝男（ふくよし まさお、1943年 - ）は、日本の哲学者、名古屋市立大学名誉教授。
京都府生まれ。1967年、名古屋大学文学部哲学科卒、1972年、同大学院文学研究科博士課程単位取得満期退学。1990年「自由の要求と実践哲学 -J.G.フィヒテ哲学の研究」で広島大学学術博士。名古屋市立大学助教授、人間文化研究科教授。2007年、定年退任。専門は社会倫理学、市民社会思想論。2022年、瑞宝中綬章受章。

## 著書
- 『自由の要求と実践哲学 J.G.フィヒテ哲学の研究』世界書院 1988
- 『人間・生活・文化 その哲学的コロラリー』ドメス出版 1989
- 『フィヒテ』清水書院 Century books　1990
- 『ドイツ観念論と現代』（編）晃洋書房 1994
- 『市民社会の人間と倫理 ヘーゲル『法・権利の哲学』を読む』晃洋書房 1998
- 『ヘーゲルに還る 市民社会から国家へ』中公新書 1999
- 『自由と権利の哲学  ヘーゲル「法・権利の哲学講義」の展開』世界思想社 2002
- 『使えるヘーゲル 社会のかたち、福祉の思想』平凡社新書　2006
- 『現代の公共哲学とヘーゲル』未來社 2010
- 『福沢諭吉と多元的「市民社会」論　女性・家族・人間交際』世界思想社 2013
- 『フィヒテ　人と思想90』清水書院 2015
- 『大学の危機と学問の自由』共著 法律文化社 2019
- 『中日ドラゴンズを哲学する データを超えた野球の“楽しさ”』桜山社 2020

## 翻訳
- 革命と哲学 フランス革命とフィヒテの本源的哲学 マンフレート・ブール 藤野渉,小栗嘉浩共訳 法政大学出版局 1976 （りぶらりあ選書）

## 参考
- “J-GLOBAL 福吉勝男”.   科学技術振興機構 (2010年1月29日). 2012年1月3日閲覧。
- “使えるヘーゲル―社会のかたち、福祉の思想”.   紀伊国屋書店. 2012年1月3日閲覧。